# Esperança Nova
Esperança Nova là một đô thị thuộc bang Paraná, Brasil. Đô thị này có diện tích 138,56 km², dân số năm 2007 là 1882 người, mật độ 14,4 người/km².